# José Miguel Ruiz Cortés

José Miguel Ruiz Cortés, futbolísticamente conocido como José Ruiz, es un exjugador de fútbol sala español. Ha jugado en varios equipos de la Liga nacional de fútbol sala, entre ellos el F. C. Barcelona fútbol sala  y El Pozo Murcia donde militó 4 temporadas.   Finalizó su carrera en 2021 en el equipo Viña Albali Valdepeñas .  Ha sido jugador internacional con la Selección de fútbol sala de España. Su apodo es La Roca. Su dorsal en la selección es el 3. 

## Carrera
| Temporada | Equipo                                        |
| --------- | --------------------------------------------- |
| 1995-2000 | Fútbol Sala Martorell (categorías inferiores) |
| 2000-02   | Finques Olesa                                 |
| 2003-04   | F. C. Barcelona fútbol sala                   |
| 2004-07   | Fútbol Sala Martorell                         |
| 2007-10   | Gestesa Gualadajara                           |
| 2010-12   | Fisiomedia Manacor                            |
| 2012-16   | El Pozo Murcia                                |
| 2016-2018 | Acqua&Sapone                                  |
| 2018-2021 | Viña Albali Valdepeñas                        |

## Palmarés
El Pozo Murcia:
- Supercopa España 2012 y 2014.
- Copa del Rey 2016.

Selección Española:
- Bronce en Europeo Bélgica 2014.
- Oro en Europeo Serbia 2016.[5]

## Enlaces
- Página oficial jugador LNFS

Página oficial Selección Española Archivado el 24 de octubre de 2016 en Wayback Machine.